# Matylda z Hainaut
Matylda z Hainaut (29 listopada 1293, zm. 1331) – księżna Achai w latach 1313–1318. 
Córka Florensa z Hainaut i Izabeli z Villehardouin. Jej pierwszym mężem był Gwido II de la Roche, drugim Ludwik Burgundzki, trzecim Jan, książę Durazzo.